# Balanol
Balanol ist ein Azepan-Derivat aus dem Hypocreomycetiden Verticillium balanoides, welches 1993 von Kulanthaivel isoliert wurde. Die Verbindung ist ein potenter Inhibitor der Proteinkinase C und regioisomer zu Ophiocordin. Wegen seiner pharmazeutischen Nutzbarkeit wurde Balanol zum Ziel der kombinatorischen Chemie.

Strukturformel von Ophiocordin

## Gewinnung und Darstellung
Balanol kann ausgehend von Boc-GABA-OH gewonnen werden. 2010 wurde eine neue Synthese aus 1,5-Pentandiol vorgestellt. Dieses reagiert in einer Shi-Epoxidierung und einer Stickstoff-Substitution zu einem korrekt konfigurierten Balanol-Vorläufer.